# Skály (přírodní památka)
Skály jsou přírodní památka severně od obce Držková v okrese Zlín. Oblast spravuje Krajský úřad Zlínského kraje.

## Předmět ochrany
Důvodem ochrany jsou skalní útvary, výrazně zachovaný celek psamiticko-psefitických soláňských vrstev magurského flyše, které náleží tektonickému pruhu antiklinálního pásma Kuželek-Křemeničná. Pískovcovo – slepencové lavice paleocenní – stř. eocenního věku.

## Galerie

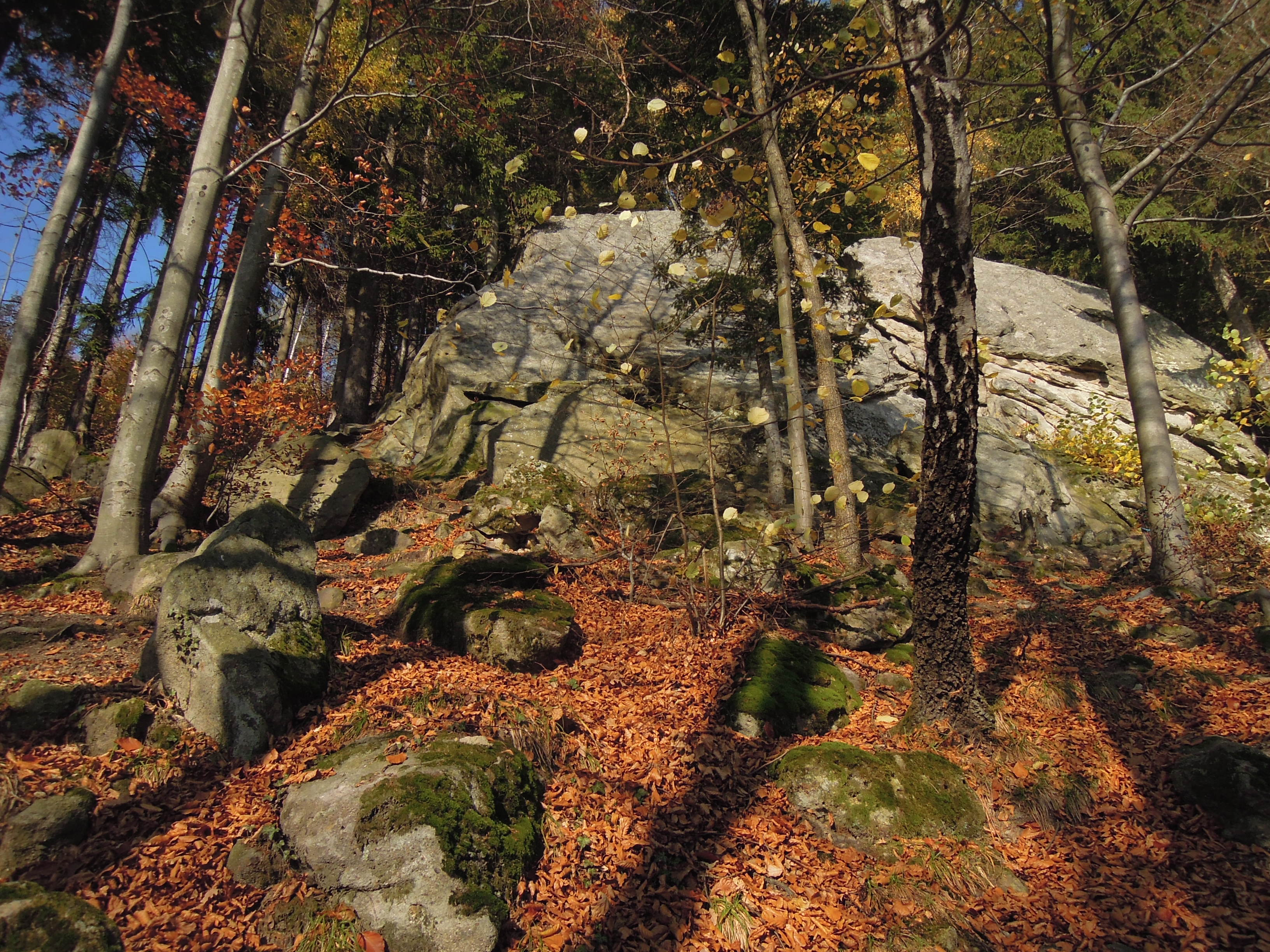
Rozsáhlé skalní útvary
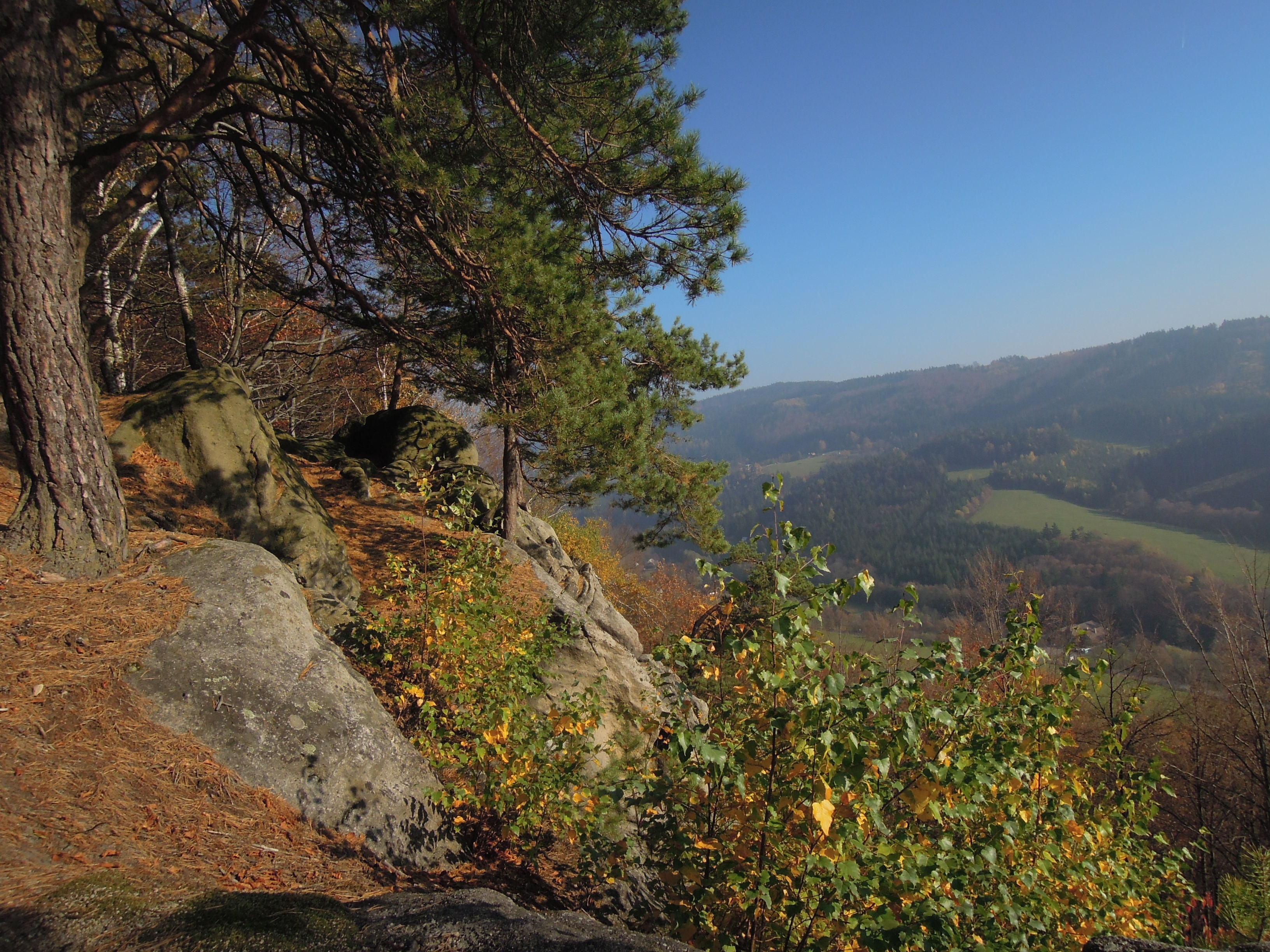
Pohled do údolí obce Držková ze skal
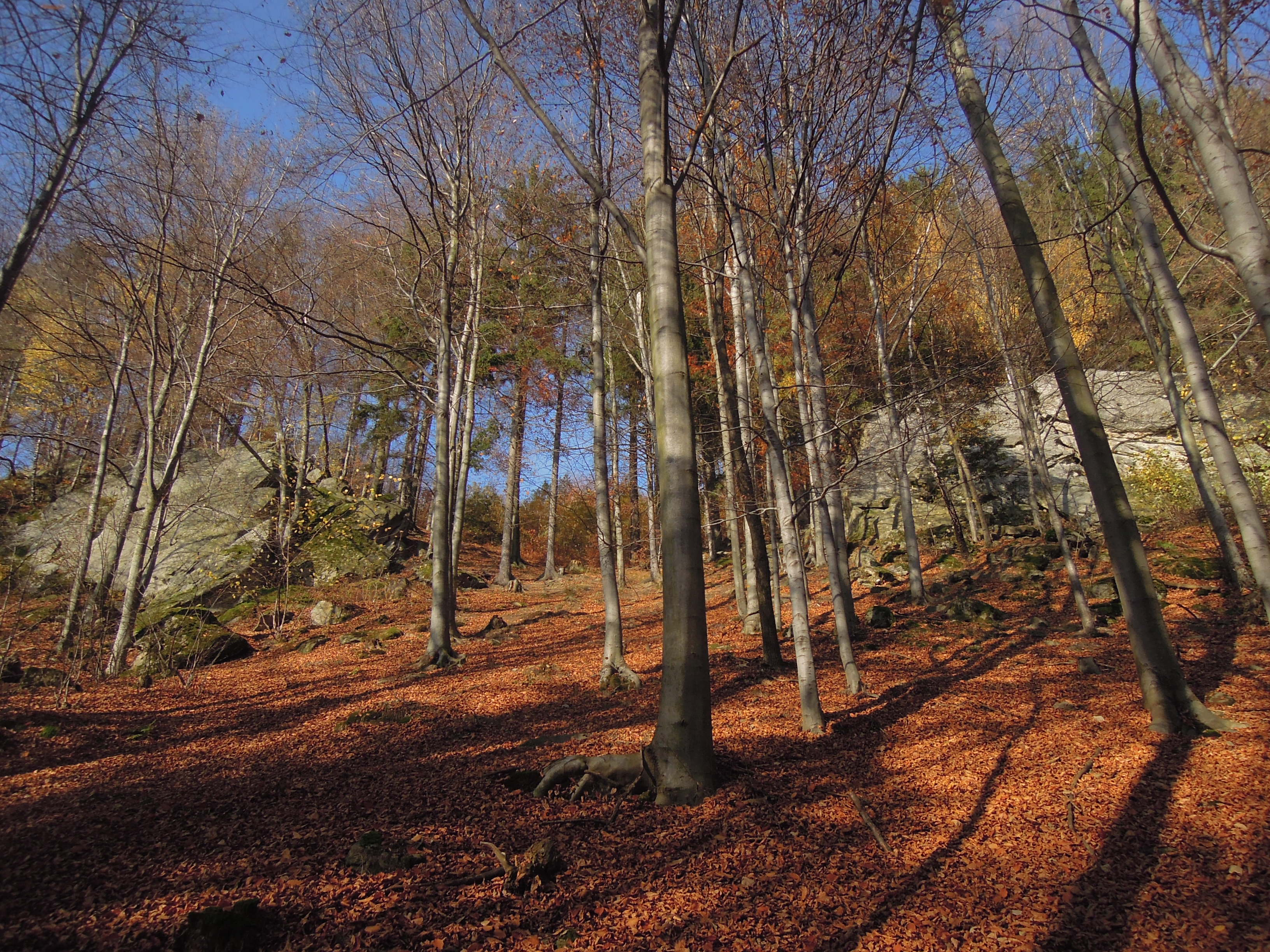
Okolní lesní porost